# 58e régiment de marche
Pour les articles homonymes, voir 58e régiment.
Le 58e régiment d'infanterie de marche (ou 58e régiment de marche) est un régiment d'infanterie français, qui a participé à la guerre franco-allemande de 1870.

## Création et différentes dénominations
- 1er décembre 1870 : formation du 58e régiment d'infanterie de marche
- 11 août 1871 : fusion dans le 58e régiment d'infanterie de ligne

## Chef de corps
- 17 novembre 1870 : lieutenant-colonel Roux[1]

## Historique
Le 58e de marche est formé le 1er décembre 1870 à Saint-Calais, à trois bataillons à six compagnies. Il amalgame trois compagnies de dépôt du 3e régiment de ligne, une du 14e, une du 17e, une du 19e, une du 20e, deux du 21e, une du 39e, une du 47e, une du 52e, une du 53e, deux du 83e, une du 87e et une du 89e.
Il est rattaché à la 1re brigade de la 1re division d'infanterie du 21e corps d'armée,. Il combat notamment à la bataille du Mans en les 12-13 janvier et à Sillé-le-Guillaume le 15 janvier
Il fusionne le 11 août 1871 dans le 58e régiment d'infanterie de ligne.